# Walthall
Walthall es una villa situada en el estado de Misisipi, en los Estados Unidos. Es sede del condado de Webster. En el año 2000 tenía una población de 170 habitantes en una superficie de 2.5 km², con una densidad poblacional de 66,8 personas por km². 

## Geografía
Walthall se encuentra ubicada en las coordenadas 33°36′24″N 89°16′44″O / 33.60667, -89.27889. Según la Oficina del Censo, la villa tiene un área total de 2,5 km² (1 mi²), de la cual 2,5 km² (1 mi²) es tierra y 0 km² (0 mi²) es agua.

## Demografía
Para el censo de 2000, había 170 personas, 61 hogares y 50 familias en la ciudad. La densidad de población era 66,8 hab/km².
En el 2000 la renta per cápita promedia del hogar era de $ 31.000 y el ingreso promedio para una familia era de $36.875. El ingreso per cápita para la localidad era de $14.903. En 2000 los hombres tenían un ingreso per cápita de $30.417 contra $20.750 para las mujeres. Alrededor del 21,2% de la población estaba bajo el umbral de pobreza nacional. 